# Der Mann der Menge

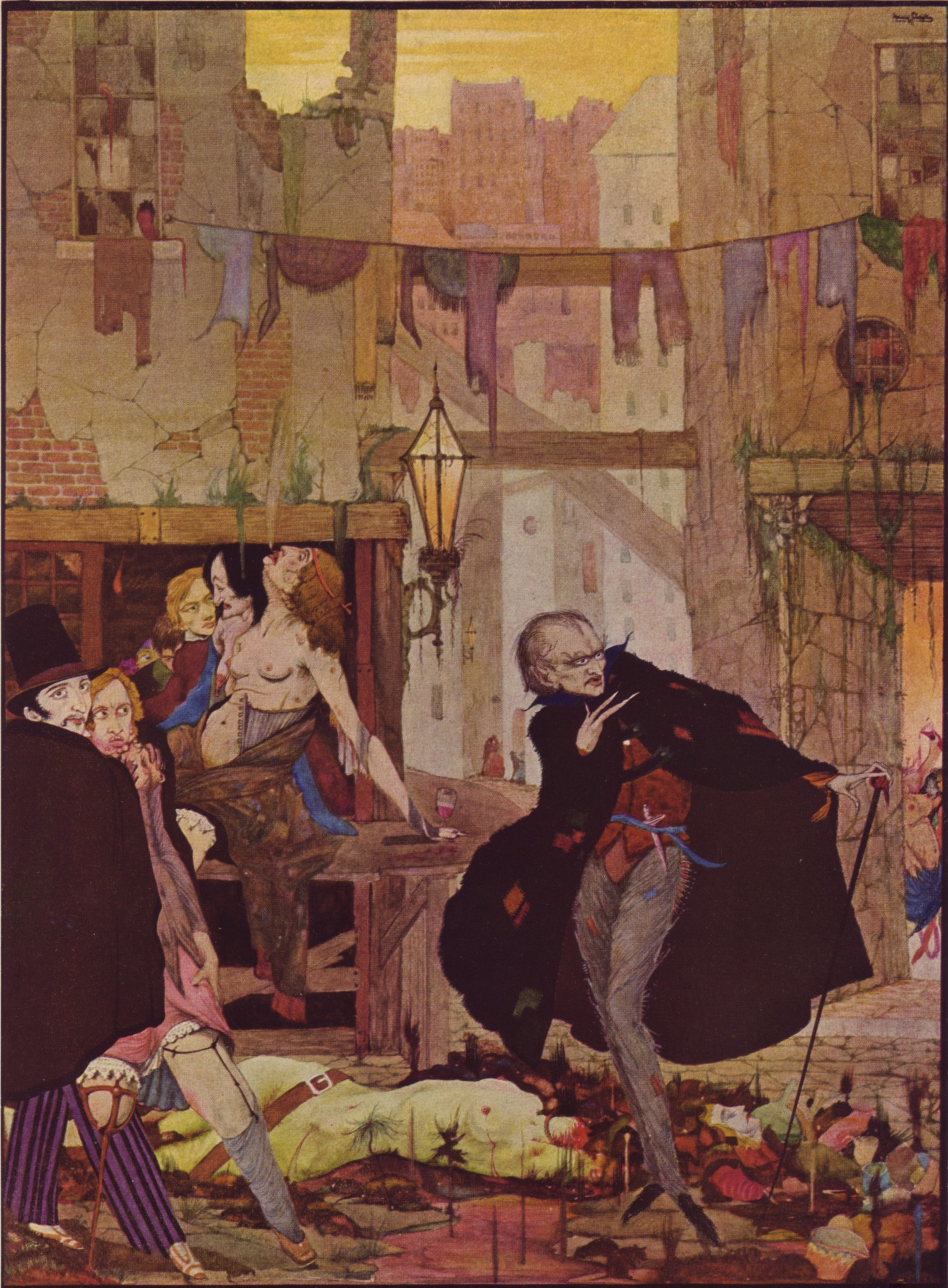
Illustration von Harry Clarke für eine Londoner Ausgabe (1923)

Der Mann der Menge (auch Der Massenmensch, engl. Originaltitel The Man of the Crowd) ist eine Erzählung Edgar Allan Poes, die das literarische Motiv des verfluchten Wanderers benutzt. Sie wurde erstmals 1840 in Burton’s Gentleman’s Magazine veröffentlicht.

## Inhalt
In der Einleitung wird der Leser unter Bezugnahme auf ein deutsches Buch – den Hortulus animae aus dem Verlag Hans Grüninger – darauf vorbereitet, dass es Geheimnisse gebe, die zum Glück ebenso unergründlich seien wie dieses Buch unlesbar. Dann stellt sich der namenlos bleibende Ich-Erzähler als ein Flaneur vor, der das abendliche Treiben auf einer großen Straße Londons durch das Fenster eines Kaffeehauses beobachtet. Gerade von einer Krankheit genesen, genießt er diesen Zustand mit Zeitung und Zigarre und beschreibt detailliert die verschiedenen Schichten vorbeiströmender Menschen – von den Geschäftsleuten, Advokaten und Adligen abwärts über die besseren und die weniger guten Angestellten zu den Arbeitern, den Taschendieben und Huren. Ermöglicht wird dieser soziologische Querschnitt durch die Gasbeleuchtung, die die Menschen bis tief in die Nacht hinein auf den Straßen hält und beobachtbar macht. Die Aufmerksamkeit des Beobachters wird nun durch einen ganz besonders faszinierenden Mann von etwa 70 Jahren gefesselt. Von ihm sagt der Erzähler:

„Nie vorher hatte ich etwas gesehen, das so sonderbar gewesen wäre wie dieser Gesichtsausdruck. Mein erster Gedanke bei seinem Anblick war, wie ich mich gut erinnere, der, daß Retzsch, hätte er es gesehen, ihm unbedingt vor allen anderen Modellen zu seiner Verkörperung des Satans den Vorzug gegeben haben würde.“

Der Erzähler verlässt das Kaffeehaus und folgt diesem Mann, der äußerlich zerlumpt gekleidet ist, doch unter den Lumpen trägt er, wie im Licht einer Gaslaterne gut zu erkennen ist, qualitativ gute Wäsche, und es schimmern ein Diamant oder ein Dolch hervor. Von rätselhafter Unruhe getrieben, durcheilt der schäbige Alte die Stadt, es beginnt zu regnen, aber den Erzähler stört das nicht, der Alte biegt in Seitenstraßen ein, wechselt oftmals die Straßenseite, dreht mehrere Runden auf einem hell erleuchteten Platz, rennt dann scheinbar ziellos und dennoch zielstrebig durch ein Kaufhaus, stürzt sich in das Gewühl des Publikums, das aus einem Theater quillt, und eilt schließlich stadtauswärts in ein heruntergekommenes Viertel Londons.
Hier bahnt er sich seinen Weg durch das Gewühl von Trunkenbolden vor einer Spelunke. Als sie schließt, kehrt er in die Stadt zurück, zurück auf die jetzt leerere Hauptstraße, wo der Erzähler ihn entdeckte und die Verfolgung aufnahm. Der erschöpfte Erzähler gibt auf:

„[Ich] stellte mich dem Wanderer kühn in den Weg und blickte ihm fest ins Antlitz. Er bemerkte mich nicht. Er nahm seinen traurigen Gang wieder auf, indes ich, von der Verfolgung abstehend, in Gedanken versunken zurückblieb. ‚Dieser alte Mann‘, sagte ich schließlich, ‚ist das Urbild und der Dämon des Triebes zum Verbrechen. Er kann nicht allein sein. Er ist der Mann der Menge.‘ Es wäre vergeblich, ihm zu folgen, denn ich werde weder ihn noch sein Tun tiefer durchschauen.“

## Deutung
Der Beobachter des menschlichen Treibens in einer Großstadt, der Flaneur, ist durch Poe und in seiner Nachfolge durch Charles  Baudelaire zum literarischen Topos geworden. Er wird in Der Mann der Menge mit dem Motiv des verfluchten Wanderers (Ewiger Jude, Fliegender Holländer, Melmoth der Wanderer u. a.) verknüpft. Es fällt auf, dass Poe dem die Stadt ziellos durchstreifenden Alten zwar vom Erzähler nachsagen lässt, er sei die Verkörperung des Verbrechens (der Dolch!), ihn aber bei keinerlei verbrecherischem Tun zeigt. Assoziativ drängt sich die Ähnlichkeit mit dem Gauner und Hehler Fagin aus Charles Dickens’ Roman Oliver Twist auf, der 1837 erschienen war. Vielleicht hat Poe, der die Erzählung in Philadelphia schrieb, sie deshalb in ein London verlegt, das in seiner Abgründigkeit stark an Flora Tristans Im Dickicht von London (Promenades dans Londres) von 1840 erinnert.
In der Hoffnung, sein Geheimnis zu enträtseln, folgt nicht nur der Erzähler, sondern auch der Leser gespannt diesem Wanderer, dessen Fluch es ist, dass er nicht allein sein kann (was im Motto von La Bruyère vorweggenommen wird): Immer sucht er das Menschengewühl auf. Aber das Rätsel wird nicht gelöst. Marie Bonapartes Versuch, den alten Wanderer als Wiedergänger von Poes Ziehvater John Allan zu identifizieren, scheint dem Wunsch geschuldet, alles auf den Ödipuskomplex zu reduzieren. Die Geschichte bleibt eine im Letzten vieldeutige Parabel.

## Deutsche Übersetzungen (Auswahl)
- 1921 von Hedda Moeller-Bruck: Der Mann der Menge. In: Edgar Poes Werke. Band 3: Kriminalgeschichten. J. C. C. Bruns, Minden i. W. 1921, DNB 367610094.
- 1922 von Gisela Etzel: Der Mann der Menge. In: Theodor Etzel (Hrsg.): Edgar Allan Poe: Werke, Band 3: Verbrecher-Geschichten. Propyläen-Verlag, Berlin 1922, DNB 367610159.
- 1966 von Hans Wollschläger: Der Massenmensch. In: Kuno Schumann, Hans Dieter Müller (Hrsg.): Edgar Allan Poe: Werke. Teil 1. Erste Erzählungen, Grotesken, Arabesken, Detektivgeschichten. Walter-Verlag, Olten u. Freiburg i. Br. 1966, DNB 367610256.

## Hörspielfassungen (Auswahl)
- 2016: Der Mann in der Menge. Hörstück von Rainer Römer unter Verwendung der gleichnamigen Erzählung von Edgar Allan Poe und Charles Baudelaires Gedicht "À une passante". Produktion: Südwestrundfunk in Kooperation mit der Popakademie Baden-Württemberg, online bis Januar 2021 unter SWR2.de.[4]